# Gerra (Verzasca)
Gerra (Verzasca) är en ort i kommunen Verzasca i kantonen Ticino, Schweiz.
Gerra var tidigare en självständig kommun, men den 20 april 2008 bildades kommunen Cugnasco-Gerra genom en sammanslagning av kommunerna Cugnasco och Gerra (Verzasca). Kommunen Gerra bestod av två geografiskt åtskilda områden, dels av kommunens huvuddel i norr, Gerra Valle med centralorten Gerra (cirka 300 invånare), dels av en exklav cirka 18 kilometer söderut, bestående av orterna Gerra Piano och Agarone som var sammanvuxna med Cugnasco (cirka 1 000 invånare).
Den 18 oktober 2020 anslöt sig den tidigare norra kommundelen, Gerra Valle, tillsammans med Brione (Verzasca), Corippo, Frasco, Lavertezzo (Lavertezzo Valle), Sonogno och Vogorno till den nya kommunen Verzasca.